# Biplan

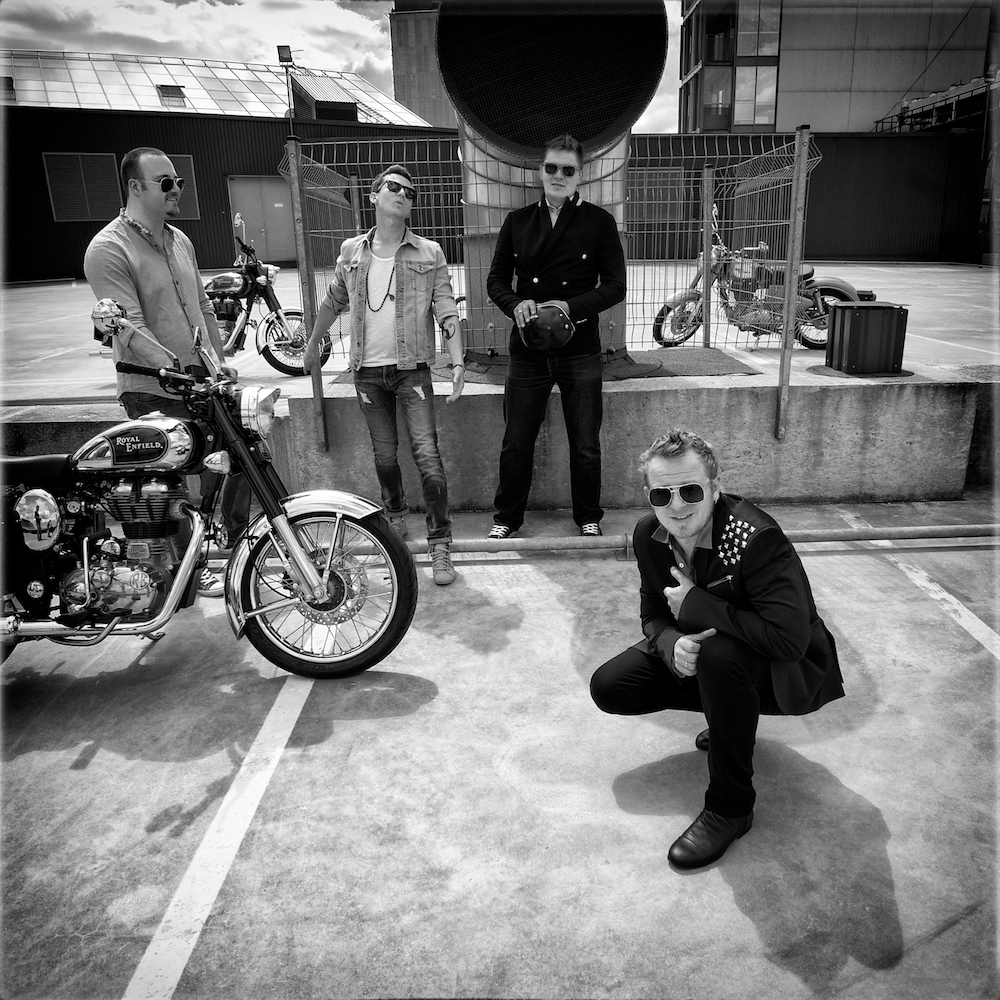

Biplan è un gruppo pop rock lituano. Il gruppo, formato da quattro componenti, è stato fondato a Vilnius nel 1995, pubblicando il primo album, Banzai, nel 1997.

## Componenti
- Max Melmann - voce, chitarra
- Artiomas Miškinas - basso
- Olegas Aleksejevas - chitarra
- Aleksandras Kazakevičius - batteria

## Discografia
- 1997 - Banzai
- 1998 - Braškės
- 1999 - Blondinkam
- 2000 - Jazz'e tik mergino
- 2001 - V jazz'e tolko devuški
- 2005 - Chuligans
- 2009 - Nuodai. P.S. Lyg paskutinį kartą